# 소수자 스트레스
소수자 스트레스는 낙인화된 소수자 집단의 구성원이 마주하는 높은 수준의 만성적인 스트레스를 기술한다. 낮은 사회적 지지와 낮은 사회경제적 지위를 포함한 많은 요인에 의해 유발될 수 있지만, 가장 잘 알려진 원인은 개인간의 편견과 차별이다. 수많은 과학 연구는 소수자 개인이 높은 정도의 편견을 경험하고 이는 스트레스 반응(고혈압, 불안 등)을 유발해 결국 신체적 정신적 건강이 나빠진다는 걸 보였다. 소수자 스트레스 이론을 어려운 사회적 상황이 어떻게 사회적 소수자의 만성적 스트레스와 건강에 대한 해로움을 일으키는지 설명하기 위해 이러한 과학적 연구를 요약한다. 이는 소수자 건강 격차를 이해하고 줄이려는 심리학자와 공중보건 관계자들에게 중요한 개념이다.

## 이론의 발달

### 탄생
지난 삼십년간 사회 과학자들은 소수자 개인이 다수 집단의 동년배들에 비해 정신적이고 신체적인 건강 격차로 고통받는다는 것을 발견했다. 이 연구는 주로 인종적 소수자와 성적 소수자에 초점을 맞췄다. 예를 들어 아프리카계 미국인은 백인에 비해 더 고혈압으로 고통받는다. 레즈비언, 게이, 양성애자(LGB) 개인은 이성애자에 비해 자살, 약물 남용, 암을 더 높은 위험을 겪는다. 이런 건강 격차의 영향은 전체 예상수명 뿐만 아니라 나날의 복지에 영향을 준다. 과학자들은 질문한다: 어떻게 우리가 소수자 건강 격차를 줄일 수 있는가? 이에 답하기 위해 그 격차의 원인을 탐구해야 했다.

#### 사회적 선택 가설
소수자 건강 격차에 대한 인과적 설명의 하나는 사회적 선택 가설이다. 이는 소수자 집단의 내재적인 무언가(e.g. 유전)가 개인을 건강 문제에 취약하게 만든다고 주장한다. 일반적으로, 경험적인 연구는 이런 관점을 지지하지 않는다. 만일 소수자 개인의 나쁜 건강이 유전적으로 결정되었다면, 그들의 대다수 역시 건강 격차를 겪어야 한다. 하지만, 대규모 경험적 연구는 대부분의 LGB 개인이 정신병리를, 많은 아프리카계 미국인이 심장질환을 가지지 않는다는 걸 보였다. 대신, 연구는 유전적 요소보다 환경적인 요소가 소수자 건강 격차를 더 잘 설명한다고 주장한다. 사회적 선택 가설이 여전히 논해지지만, 유전적이고 기질적인 요인이 소수자 집단에서 관찰되는 건강 격차를 완전히 설명하지 못하는 것은 명백하다.

#### 사회적 야기 가설
두 번째 가설은 소수자 집단의 구성원이 나쁜 건강 상태를 유발하는 어려운 사회적 상황에 당면한다는 것이다. 이 가설은 널리 경험적으로 지지받고 있다. 사회 심리학자들은 소수자 개인이 편견과 차별, 불평등한 사회경제적 지위, 의료에 대한 제한된 접근을 포함한 다수와는 다른 사회적 경험을 겪음을 인식했다. 사회적 야기 가설에 따라 그러한 힘든 사회적 경험이 소수자와 다수자 개인의 건강 차이를 설명한다.

## 소수자 스트레스 이론의 개요
소수자 스트레스 이론은 사회적 야기 가설을 확장한다. 사회적 상황이 소수자 개인을 안 좋은 건강 상태로 곧장 이끄는 것이 아니라, 힘든 사회적 상황이 소수자 개인에 시간에 따라 누적되고 장기적인 건강상의 결함을 만드는 스트레스를 유발한다는 것이다. 더 나아가서 소수자 스트레스 이론은 원접인과 근접인을 구분한다. 원접인 과정은 소수자 개인 외적이며 거부와 편견, 차별의 경험을 포함한다. 근접인 과정은 소수자 내적이며, 종종 원접인의 부산물이다. 이는 자신의 소수자 정체성을 은폐하거나 편견에 대한 경계와 불안, 자신이 속한 소수자 집단에 대한 부정적인 느낌을 포함한다. 원접 스트레스 요인(stressor)과 근접 스트레스 요인은 함께 시간에 걸쳐 쌓이면서 만성적으로 높은 수준의 스트레스로 이끈다. 이는 안 좋은 건강 상태를 유발한다. 따라서, 소수자 스트레스 이론은 세 가지 주된 원리를 가진다:
1. 소수자 지위가 원접 스트레스 요인에 대한 노출을 증가시킨다.
2. 소수자 지위가 원접 스트레스 요인으로 인한 근접 스트레스 요인에 대한 노출을 증가시킨다.
3. 소수자 개인은 이런 노출로 인해 유발된 건강적 악영향으로 고통받는다.

이러한 세 가지 원리는 대부분 인종적 소수자와 성적 소수자 인구 집단에 대한 134개 이상의 경험적 연구로 검증되었다. 일반적으로, 연구는 힘든 사회적 상황이 소수자 개인의 스트레스와 연관이 있으며, 소수자 스트레스가 건강 격차를 설명하는 데 도움이 됨을 확인했다.

## 주요 개념의 증거

### 소수자 지위와 원접 스트레스 요인
소수자 스트레스 이론의 첫째 원리는 소수자 집단으로 존재하는 것이  편견과 차별 같은 원접 스트레스 요인 노출 증가와 연관이 있다는 것이다. 확실히 많은 연구들은 지난 수 세기에 걸친 명백한 진전에도 불구하고 소수자 개인이 계속해서 원접 스트레스 요인에 더 직면함을 확인했다. 예를 들어, 대규모 국가적 조사에 따르면, LGB 개인은 일생에 걸친 더 많은 편견과 차별을 보고했다. 한 조사는 LGB 성인의 사분의 일이 그들의 성적 지향과 연관된 피해를 겪었고, 다른 연구는 90%나 되는 LGBT 청소년이 학교에서 편견적인 발언을 들었다고 보고했다. 마찬가지로 최대 60%까지의 아프리카계 미국인은 삶 전반에 걸쳐 학교에서의 사회적 거부와 주거 차별, 고용 차별과 같은 다양한 원접 스트레스 요인을 경험했다고 보고했다. 한 연구에서, 37명의 아프리카계 미국인 응답자는 2년 간 있었던 100개 이상의 독립적인 인종차별적 편견의 경험을 떠올렸다. 또 다른 연구에서 98% 흑인 참여자가 작년에 있었던 편견 경험을 최소 하나씩은 보고했다.
원접 스트레스 요인에 대한 노출 비율은 다수에 비해 인종적 소수자와 성적 소수자에서 훨씬 높았다. 예를 들면, LGB 성인은 삶에 걸쳐서 이성애자에 비해 편견 경험을 상기할 확률이 두 배 높다. LGBT 청소년은 그들의 이성애자 또래에 비해 유의미하게 높은 편견과 차별을 보고했다. 주의깊게 통제된 한 연구에서, 연구자들은 LGBT 청소년과 그들의 이성애자 형제자매의 피해를 비교해서 LGB 개인에서 유의미하게 높은 학대 피해를 발견했다. 아프리카계 미국인과 백인 개인의 지각된 차별의 비율을 비교하면, 연구자들은 차별 보고에서 더 큰 차이를 발견했다: 백인의 30.9%에 비해 아프리카계 미국인의 48.9%가 일생에 걸친 "심각한 차별" 경험을 보고했다. 비슷하게 백인의 3.4%가 차별을 "종종" 경험한다고 보고한 데 비해 아프리카계 미국인은 24.8%였다. 따라서, 총괄적으로 연구는 소수자 개인이 다수 집단의 상대에 비해 자주 원접 스트레스 요인에 직면함을 시사한다.

### 소수자 지위와 근접 스트레스 요인
근접 스트레스 요인은 내적 과정으로, 외적 스트레스 요인에 노출된 후 발생한다고 여겨진다. 근접 스트레스 요인의 예시로 거부의 공포와 기존 편견 경험에 대한 반추(rumination), 편견 사건에 따른 자신의 소수자 집단에 대한 불쾌가 있다. 이 주제에 대한 대부분의 연구는 성적 소수자 또는 아프리카계 미국인에 초점을 맞추고, 이들간의 근접 스트레스 요인이 개념적으로 비슷한지는 확실치 않다. 따라서, 성적 소수자와 아프리카계 미국인 인구집단에 대한 근접 스트레스 과정을 분리해서 논해야 한다.

#### 성적 소수자들의 근접 스트레스 요인
점점 많은 연구들이 성적 소수자 인구 집단에서 원접 스트레스 요인의 노출이 근접 스트레스 요인으로 이끈다는 걸 보여준다. 성적 소수자 스트레스와 젠더 소수자 스트레스 모두 Meyer의 소수자 스트레스 모델을 뼈대로 삼는다. 성적 소수자 스트레스는 젠더 소수자 스트레스와 일부 특성을 공유한다. 일부 연구자는 성적 소수자 스트레스가 트랜스젠더, 젠더 비순응, 젠더 비이분법적인 개인과는 구분된다고 제안했다. 예를 들면, 그들의 성적 지향에 대한 편견을 겪은 LGB 청소년과 성인은 때때로 그들의 성적 정체성을 숨기기를 택한다. 그렇게 개인 정보를 은폐하는 것은 명백한 심리적 고통을 유발하며, 이는 비밀에 대한 거슬리는 생각, 수치심과 죄책감, 불안, 소수자 집단의 다른 구성원과의 고립을 포함한다. 내재화된 동성애 혐오는 LGB 개인에 만연한 또 다른 근접 스트레스 요인이다. 이는 자기혐오와 낮은 자기존중을 유발하는 동성애에 대한 부정적인 사회적 관점의 내재화를 일컫는다. 소수자 스트레스 이론이 예측하듯, 내재화된 동성애혐오는 LGB 개인이 동성간 끌림에 대한 부정적인 사회적 태도에 노출되었을 때만 발생한다는 점에서 원접 스트레스 요인의 노출과 관련이 있다. 거부 민감성(rejection sensitivity)은 성적 소수자 개인의 세 번째 근접 스트레스 요인을 나타낸다. 거부 민감성은 개인의 낙인화된 지위에 기반한 만성적인 불안한 거부의 예상을 일컫는다. 성적 소수자 개인에서 거부 민감성은 부모로부터의 거부 경험에서 발생하며, 내재화된 동성애혐오, 소극성(unassertiveness), 우울, 불안과 연관이 있다. 따라서 이전의 편견 경험이 LGB 개인의 근접 스트레스 요인과 연관이 있으며, 이는 성적 정체성에 대한 은폐와 내재적 동성애혐오, 거부 민감성을 포함한다.

#### 소수자 개인의 일반적인 근접 스트레스 요인
소수자 개인에 근접 스트레스 요인으로 작용하는 보다 일반적인 심리적 과정이 가능하다. 예컨대, 편견의 노출은 반추로 이끌 수 있다. 반추는 우울과 불안 증상을 유발한 과거의 사건에 대한 부적응적이고 반복적이며 강박적인 집중이 특징적인 일반적인 심리 현상이다. 여러 최근의 연구가 원접 스트레스 요인이 그런 일반적인 근접 스트레스 과정과 관련이 있음을 보였다. 한 종단 연구에서, 연구자들은 그들의 성적 지향에 대한 원접 스트레스 요인을 경험한 남성 동성애자가 반추의 높은 경향이 있으며, 그런 경험이 없는 남성 동성애자에 비해 높은 우울과 불안 증상과 연관이 있음을 발견했다. 또다른 연구에서 LGBT 청소년은 근접 스트레스 요인을 겪었을 때 하루 중에 더 많은 반추를 보고했으며, 이는 심리적 고통과 연관이 있었다. 소수자 개인이 다수자 개인에 비해 더 높은 비율로 원접 스트레스 요인에 직면하기 때문에, 그리고 원접 스트레스 요인의 경험이 반추와 불안 같은 일반적인 심리학적 스트레스 과정에 연관이 있기 때문에, 이러한 발견은 편견과 차별이 소수자 개인의 내적 스트레스 과정에 영향을 주는 더 일반적인 경로를 조명한다.

### 보건적인 결과
많은 소수자 스트레스 연구가 이론의 세 가지 원리를 검증했다. 말하자면, 원접 스트레스 요인과 근접 스트레스 요인은 소수자 개인들의 부정적인 건강 상태와 연관이 있다. 이러한 결과는 소수자 집단에 따라 다른 정신 건강 격차와 신체 건강 격차를 포함한다.

#### 성적 소수자의 건강
LGBT 개인은 비LGBT 동년배에 비해 정신병리 LGBT를 더 높은 비율로 대면한다. 예를 들어, 인구집단 기반 연구는 LGBT가 평생에 걸쳐 약물남용, 자살시도, 우울, 불안의 높은 위험에 있음을 보였다. 실제로, 한 메타분석은 LGB 개인이 이성애자에 비해 평생 정신질환 병력을 가질 확률이 2,5 배 높고 현재 정신질환을 가질 확류이 2배 높음을 발견했다. 신체적 건강에서 LGB는 일부 암과 면역장애의 높은 위험이 있다.
여러 연구는 원접 스트레스 요인과 이런 부정적인 보건 결과를 연결했다. 예를 들어, 국가 조사에서 LGBT 성인은 이성애자 동년배에 비해 높은 비율의 정신과적 질병률을 보였고, 유의미하게 높은 편견과 차별을 보고했다. 그리고 편견과 차별이 성적 지향과 LGBT 응답자의 정신과적 증상 간의 관계를 완전하게 설명했다. 또다른 연구에서, 동년배로 인한 피해 수준이 부분적으로 성적 지향과 자살시도의 연관을 설명했다. 지각된 차별의 수준 역시 LGB 개인들에서 불안과 약물 남용 장애를 예측하는 것으로 나타났다.
근접 스트레스 요인 역시 성적 소수자의 부정적인 보건 결과와 연관되었다. 에컨대, 내재화된 동성애혐오는 위험한 성적 행동 뿐만 아니라 자해와 식이장애와 관계가 있다. 내재화된 동성애혐오는 또한 장기적인 정신 건강 결과를 예측하는 일반적인 심리적 고통과 관련이 있다. 따라서, 근접 사회적 스트레스 요인과 원접 사회적 스트레스 요인 모두 성적 소수자들의 부정적인 보건 결과와 연관이 있다. 최근의 증거는 근접 스트레스 요인과 LGB 공동체의 신체적 보건 격차에서 비슷한 연결고리를 시사하며, 이는 심혈관질환, 천식, 당뇨, 일부 암을 포함한다.

## 비판과 한계
다수의 연구가 소수자 개인이 그들의 소수자 정체성에 관한 스트레스를 높은 정도로 겪음을 보여주며, 소수자 스트레스가 나쁜 보건 결과와 연관이 있음에도, 여러 방법론적 한계와 이 주제에 대한 계속되는 논란이 있다.
첫째로, 소수자 스트레스 개념은 소수자 개인의 부정적인 경험에 협소하게 초점을 맞추며, 독특한 적응 전략과 그들의 사회적 지지 구조를 무시한다고 비판받는다. 소수자 스트레스의 이론적 문헌들이 적응 전략의 중요성을 언급함에도, 소수자 스트레스를 사용하는 개별 연구는 적응 전략보다는 부정적인 보건 결과에 치중하는 경향이 있다. 차후에 연구자들이 소수자 집단 구성원의 긍정적인 측면과 부정적인 측면을 모두 고려하여 조사하는 것이 중요할 것이다.
또한, 소수자 스트레스 이론을 전체적으로 검증한 연구의 수가 적다. 대부분의 연구는 세 연결고리 중 하나를 검증해서, 소수자 개인이 높은 비율로 편견을 겪거나, 소수자 개인이 보건 격차를 겪거나, 편견이 보건 격차와 연관이 있다는 걸 증명했다. 세 가지 영역의 발견이 함께 소수자 스트레스 이론을 입증할 수 있지만, 한 연구에서 모든 부분을 검증해야 더 강한 검증이다. 그러한 연구가 거의 없기에, 소수자 스트레스의 가정된 경로들을 지지하기 위한 후속 재현이 필요하다.
소수자 스트레스의 대부분의 연구는 상관적이다. 이러한 연구들이 소수자 지위와 스트레스 요인, 건강의 연결고리를 설립하는 데 대규모의 국가적인 데이터세트를 이용하는 장점이 있으나, 인과관계를 증명할 수 없다. 즉, 존재하는 대부분의 연구가 편견이 스트레스를 유발한다는 걸, 그 스트레스가 소수자 개인들에서 나쁜 보건 결과를 유발한다는 걸 증명할 수 없다. 왜냐하면 상관관계는 인과관계를 함축하지 않기 때문이다. 이런 한계를 해결하는 법은 건강에 사회적 스트레스 요인이 미치는 영향을 검증하기 위해 실험적이고 종단적인 연구 설계를 채택하는 것이다. 분명히 최근의 여러 연구들은 이런 식으로 더 엄격한 검증을 하기 시작했다. 추가적인 연구가 확증을 위해 필요하다.
마지막으로, 서로 다른 소수자 집단이 서로 다른 종류의 소수자 스트레스와 서로 다른 편견에 따른 보건 결과를 직면하는지가 불분명하다. 소수자 스트레스 이론은 본래 LGB 개인들의 사회적 상황, 스트레스, 건강을 설명하기 위해 발달했다. 그러나 연구자들은 똑같은 일반적인 이론을 아프리카계 미국인의 스트레스 과정을 조사하기 위해 사용했고, 그 발견은 LGB 인구집단과 보통 수렴했다. 따라서 소수자 스트레스가 다양한 소수자 집단의 구성원에게 적용될 가능성이 있다. 하지만, 연구는 아직 다양한 소수자 집단 간에 직접적으로 경험과 스트레스 반응, 보건 결과를 비교하지 않았다. 소수자 스트레스가 모든 소수자 개인에게 광범위하게 적용되는지 아니면 다른 집단에 다른 모델이 필요한지 알기 위해서는 체계적인 비교가 필요하다.

## 응용

### 사회
사회적 수준에서 소수자 스트레스 연구는 소수자 개인들에게 편견과 차별이 일상적이며, 이것이 개인의 복지를 손상시킨다는 걸 보여줬다. 법적 집행과 정책입안가, 사회단체가 원접 스트레스 요인의 발생을 겨냥해 최소화하고 거시적으로 소수자 보건의 증진시키는데 이런 정보를 사용했다. 예를 들어, 편견이 소수자 스트레스와 연관이 있다는 증거는 여러 법정조언가 의견서가 소수자 편견과 차별에 관한 중요한 소송 사건을 해결했다. 편견과 차별이 LGB 개인의 복지를 해치는 소수자 스트레스와 연관이 있다는 증거는 연방의 LGB 청소년 반-괴롭힘 보호제도에 대한 의회 논의에서 언급되었다. 앞으로 소수자 스트레스 개념은 집단간 편견을 줄이는 걸 목표하는 전국적인 캠페인과 개입을 위한 연방 재정지원을 옹호하는 데 사용될 수 있다. 그런 프로그램은 원접 스트레스 요인을 줄여 소수자 개인의 건강을 크게 증진시킬 수 있다.

### 개인
개인 수준에서 소수자 스트레스 연구는 소수자가 편견에 반응하는 방식이 다름을 밝혀냈다 예컨대, 연구는 어떤 개인이 편견 경험을 반추(이는 불안과 우울에 연관됨)함을 보였다. 이런 정보는 소수자 개인에게 복지를 증진하기 위해 편견 경험을 반추하지 않도록 가르치는 효과적인 치료법을 발전시킬 수 있다. 비슷하게 소수자 스트레스는 내재화된 낙인이 부정적인 심리적 결과와 연관이 있음을 밝혔다. 이러한 발견으로부터 임상가들은 내재화된 낙인을 줄이고 소수자 개인의 복지를 증진하는 조치를 발전시켰다. 구조적 개입과 함께 쓰일 때. 소수자 스트레스를 줄이기 위한 임상적 적용은 소수자 공동체에서 관찰되는 만연한 보건 격차를 줄일 수 있다.

## 같이 보기
- 보건
- 스트레스
- 소수 집단
- 성적 소수자
- 동성애 혐오
- 자아 이질적 성적 지향
- 성적 지향 전환 시도
- 청소년 성소수자의 자살
- 동성애 긍정적 심리치료